# Muraközy Gyula
Muraközy Gyula (Budapest, 1892. május 13. – Budapest, 1961. augusztus 31.) református lelkész, teológus, szerkesztő, egyházi- és szépíró, műfordító.

## Élete
Muraközy Károly (1859–1915) gyógyszervegyész, műegyetemi magántanár és Muraközy Ilona fiaként született. A Budapesti Református Teológiai Akadémián (ma: Károli Gáspár Református Egyetem) és a franciaországi Montaubani Egyetemen folytatott tanulmányokat. Ezt követően 1918-tól Kecskeméten, 1932-től Budapesten (Kálvin téri református templom) volt lelkipásztor. 1936-tól a dunamelléki egyházkerület tanácsbírója, 1937-ben és 1939-ben zsinati rendes tag, 1946-tól főjegyző. 1955-ben nyugalomba lépett, de 1957-ben ismét lelkész lett előbbi helyén. 1957-től haláláig a Magyarországi Egyházak Ökumenikus Tanácsának főtitkára volt. 
Mindeközben Kemény Zsigmond fedőnéven adott ügynökjelentéseket lelkésztársairól, többek között Ravasz László püspökről. 
Több vers-, elbeszélés-, regény- és színdarabkötete jelent meg. Titok című verseskötetében az emberszeretet hangján írt amerikai útjáról és a tanyák világáról. Az ébredő föld című regényében a középosztály és az egyház problémáit kutatta.

## Művei

### Folyóiratok
Több folyóiratot szerkesztett életében. Egyik szerkesztője volt a Reformátusok Lapjának (Kecskemét), a Református Figyelőnek (1928–1933), szerkesztője volt a Református Életnek (1933–1944), az Élet és Jövőnek (1945–1948). Felelős kiadója volt a Theológiai Szemlének, 1957-től főszerkesztője a kétnyelvű ökumenikus kőnyomatosnak, a Hungarian Church Pressnek.

### Könyvek
Egyházi művek:
- Élet és halál (elmélkedések, Kecskemét, 1915)
- A láthatatlan világ (Kolozsvár, 1917, Egyházi Ujság könyvtára 12.)
- Sociálismus, zsidókérdés, katholicismus és a magyar jövő (Kecskemét, 1922)
- A prédikátor könyve (tanulmányok, előadások, prédikációk, Kecskemét, 1929)
- A magyar reformátusság problémái (Kecskemét, 1929)
- A diadalmas élet (Budapest, 1933)
- A láthatatlan templom (prédikációk, Budapest, 1933)
- A Sionnak hegyén (imádságok, elmélkedések, Budapest, 1935)
- Kiáltó szó (tanulmányok, előadások, prédikációk, Budapest, 1936)
- A válság megoldása (prédikációk, Budapest, 1938)
- Ha megérkeznek az angyalok (Budapest, 1939)
- Tragikum és predestináció (Budapest, 1941)

Rádiós prédikációi másokéival együtt jelentek meg.
Szépirodalmi művek:
- Emberélet (novellák, 1917)
- Este az erdőn (versek, Kecskemét, 1921)
- Éjjeli beszélgetés (versek, Kecskemét, 1932)
- Az ébredő föld (regény, Budapest, 1933)
- Titok (novellák, Budapest, 1940)